# Afrobrasilianer

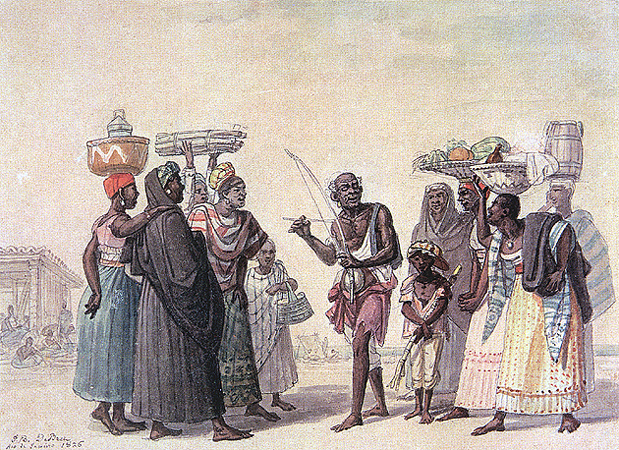
Jean-Baptiste Debret: Joueur d'Uruncungo (1826). Ein afrikanischer Sklave spielt Berimbau.

Afrobrasilianer ist eine Bezeichnung für Brasilianer mit afrikanischen Vorfahren. In der Regel wird der Begriff eher kulturell als ethnisch verwendet. Damit unterscheidet er sich von der nordamerikanischen Bezeichnung Afroamerikaner.
In Brasilien leben die meisten Nachfahren von Afrikanern außerhalb Afrikas. Bei der Volkszählung 2022 bezeichneten sich  10,6 % der Befragten als schwarz (preto) und 45,3 % als gemischter Abstammung (pardo).

## Geschichte

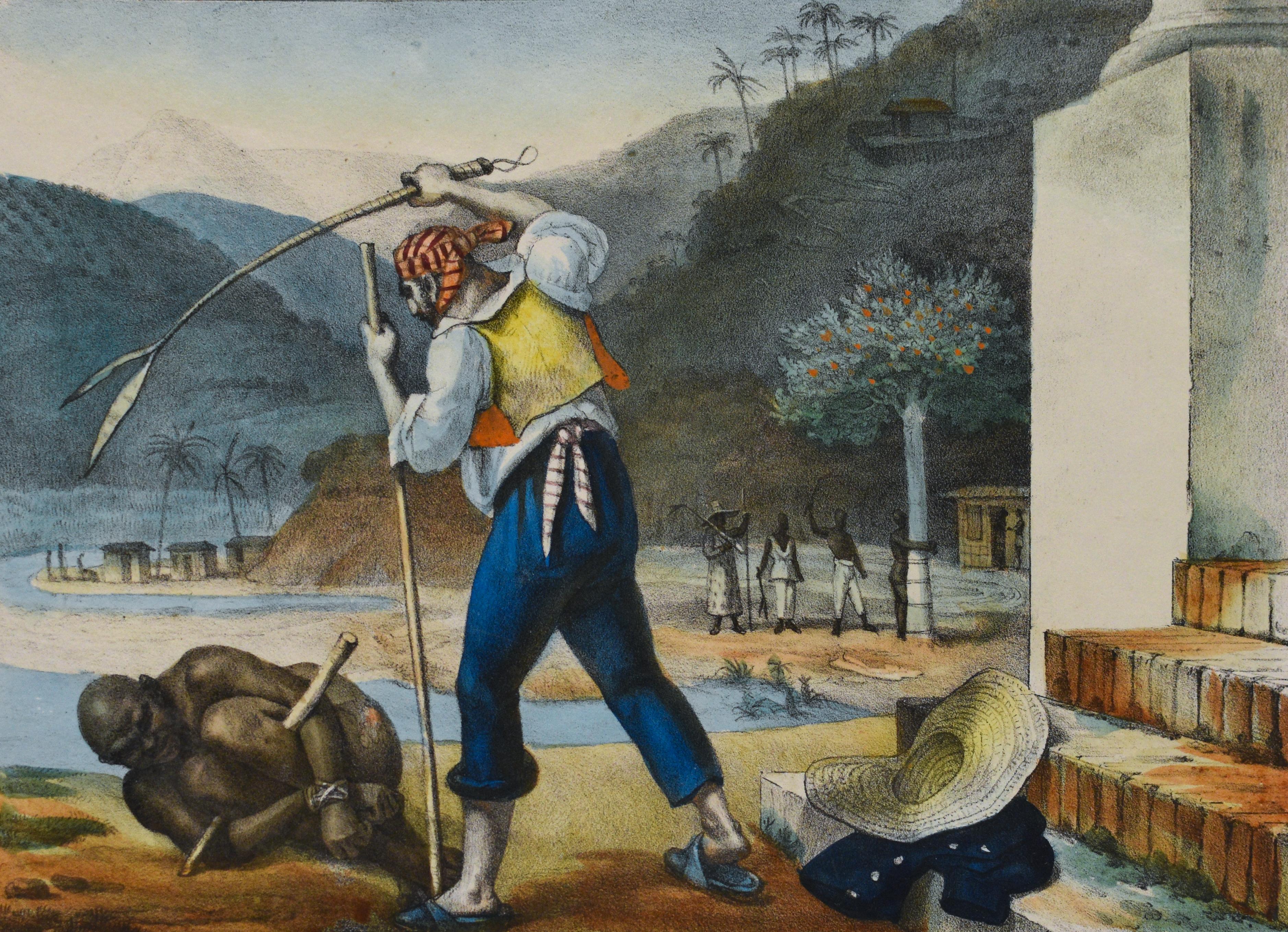
Sklaverei in Brasilien, Gemälde von Jean-Baptiste Debret (1826).

Nachdem sich die indigene Bevölkerung aus Sicht der Europäer als ungeeignet für die Arbeit auf den Zuckerrohrplantagen erwiesen hatte, begann die Kolonialmacht Portugal um 1550, Afrikaner zu importieren. Mehr als 3 Millionen Sklaven, etwa 37 % aller nach Amerika verschleppten Afrikaner, wurden nach Brasilien gebracht.
Während der kolonialen Epoche Brasiliens war die Sklaverei die Hauptstütze der brasilianischen Wirtschaft, besonders im Bergbau und bei der Produktion von Zuckerrohr. Sklaven erfuhren große Ausmaße an physischer und psychischer Gewalt von ihren „Besitzern“, wobei Peitschenhiebe gängig waren. 
1835/1836 wurden freigelassene afrobrasilianische Sklaven in Afrika wieder angesiedelt. Sie wurden Retornados genannt, Tabom in Ghana und Amarôs oder Agudás in Benin, Togo und Nigeria. Im 19. Jahrhundert betrieb eine Gruppe evangelikaler Politiker in Großbritannien Lobbyarbeit für die Abschaffung der Sklaverei in Brasilien. Neben moralischen Bedenken gab es auch handfeste wirtschaftliche Interessen: Die Kolonien Großbritanniens, in denen die Sklaverei verboten war, hatten dadurch Konkurrenznachteile gegenüber Brasilien. Darum verstärkte die britische Regierung den Druck auf Brasilien und erreichte am 13. Mai 1888 die endgültige Aufhebung der Sklaverei. Damit war Brasilien das letzte Land der westlichen Hemisphäre, das die Sklaverei abschaffte.
In Rio de Janeiro findet sich die Gedenk- und Forschungsstätte Cemitério dos Pretos Novos, einem Sklavenfriedhof, auf dem zwischen 20.000 und 30.000 umgekommene Sklaven in Massengräbern beerdigt wurden.

## Ethnische Zusammensetzung der Afrobrasilianer

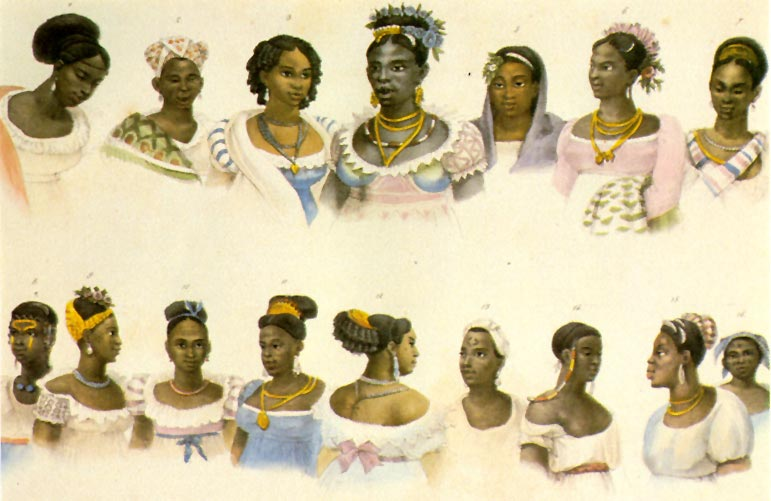
Jean-Baptiste Debret: Afrikanische Sklavinnen (1826).

Die Afrikaner, die nach Brasilien verschleppt wurden, setzten sich im Wesentlichen aus zwei Gruppen zusammen. Die erste Gruppe kommt aus dem Sudan und Westafrika. Sie waren meist Yoruba, Fon, Aschanti, Ewe und Mandinka. Sie wurden hauptsächlich in Bahia zwangsangesiedelt.
Die zweite Gruppe waren Bantu aus Angola, dem Kongo und Mosambik, die hauptsächlich in Rio de Janeiro, Minas Gerais und dem Nordosten der zona mata angesiedelt wurden. In den letzten Jahrzehnten der Sklaverei kamen schwarze Kontraktarbeiter nach Brasilien, hauptsächlich aus dem portugiesischsprachigen Afrika.
Die Grundbezeichnung für Schwarze ist Negro oder Preto, während Mischlinge als Pardo (graubraun) bezeichnet werden, für deren Entwicklung der Hautpigmentierung sich in den letzten Jahrhunderten eine Vielzahl von Bezeichnungen für Mischlingskategorien gebildet hatten.

## Religion
Die meisten Afrobrasilianer sind Christen, hauptsächlich der römisch-katholischen Kirche sowie den Pfingstbewegung zuzuordnen. Daneben haben auch Religionen afrikanischen Ursprungs wie Candomblé Millionen Anhänger, die meisten davon Afrobrasilianer. Die Anhänger konzentrieren sich hauptsächlich auf die großen urbanen Zentren im Nordosten Brasiliens wie Salvador da Bahia, Recife. Rio de Janeiro im Südosten ist ein weiteres Zentrum. Auch in São Paulo und dem Bundesstaat Rio Grande do Sul gibt es Anhänger, meist Immigranten aus dem Nordosten. Neben Candomblé existiert unter anderem auch noch Umbanda, das eine Mischung aus afrikanischem Glauben und Spiritismus ist.
Früher wurden die afrobrasilianischen Religionen verfolgt, später wurden die Religionen von der brasilianischen Regierung legalisiert.
Weitere Varianten neben Candomblé und Umbanda sind unter anderem Batuque, der Xangô-Kult im Nordosten und Macumba.

## Afrobrasilianische Küche

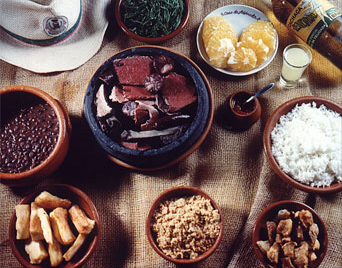
Feijoada

Die Küche im Bundesstaat Bahia dominiert die afrobahianische Küche, die sich aus der west- und zentralafrikanischen, der amerikanisch-indianischen Küche und typisch portugiesischen Gerichten zusammensetzt.
Typische Gerichte sind Vatapá und Moqueca, beide werden mit Meeresfrüchten und Palmöl zubereitet.
Palmöl (Azeite de Dendê) ist ein tropisches Öl, das aus der Ölpalme, die im Norden Brasiliens gedeiht, gewonnen wird.
Ein weiteres typisch brasilianisches Gericht ist Feijoada. Üblicherweise besteht es aus schwarzen Bohnen, Reis, Schweinefleisch und Farofa. Ursprünglich ein portugiesisches Gericht, entwickelten es die afrikanischen Sklaven weiter und führten einige minderwertige Bestandteile ein: Schweineohren, -füße und -taille und Bohnen. Es wurde von allen Kulturen weiterentwickelt und es gibt hunderte Zubereitungsarten.

## Capoeira

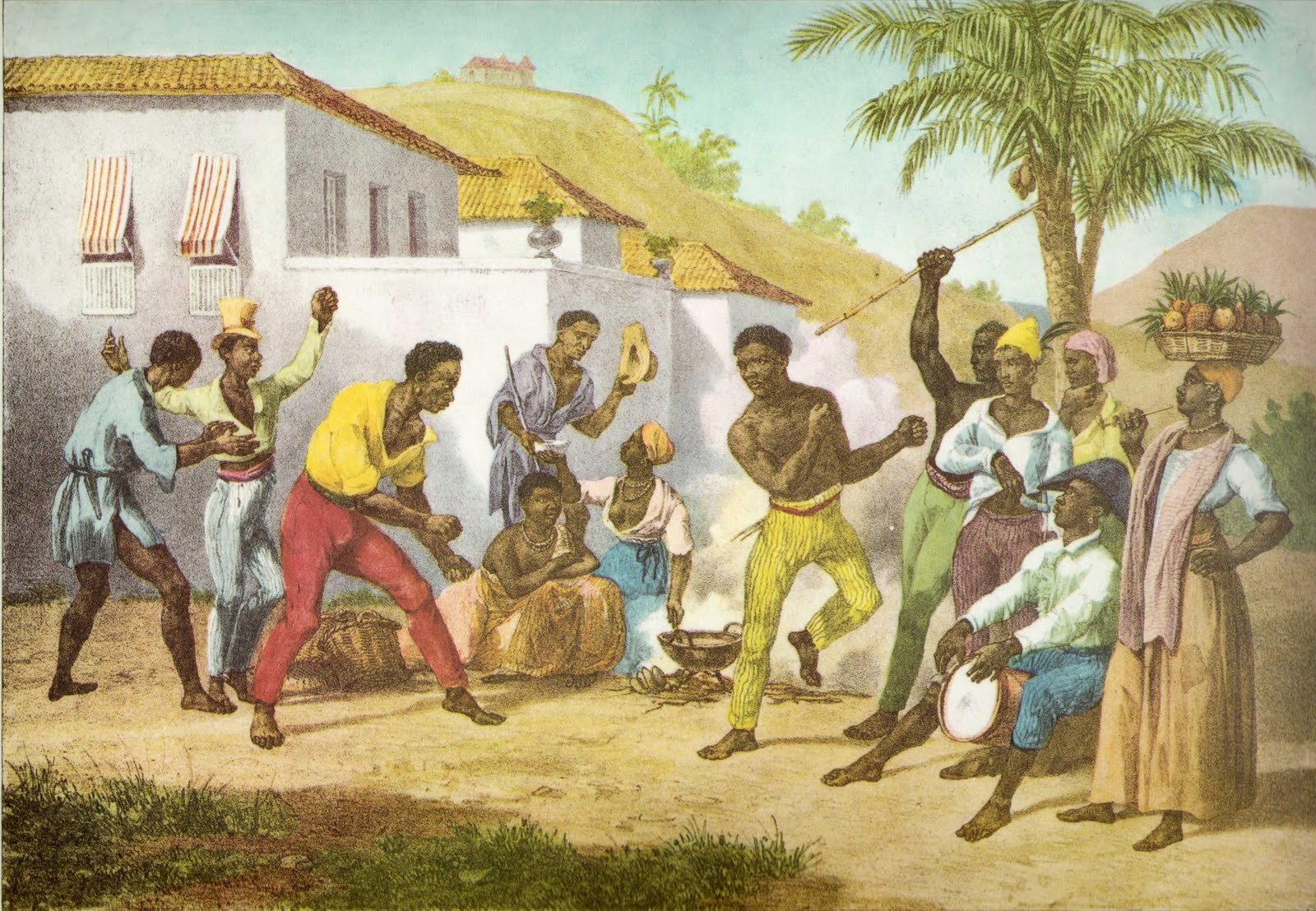
Capoeira oder der Tanz des Krieges von Johann Moritz Rugendas, 1835

Capoeira ist eine Kampfkunst, die in der Kolonialzeit Brasiliens von afrikanischen Sklaven eingeführt wurde. Es zeichnet sich durch flinke und trickreiche Bewegungen aus. Capoeira stammt aus Angola. Dort heißt es aber capoeira rhoda. Begleitet wird der Kampftanz von Perkussionsmusik, die auf dem Berimbau, Atabaques, der Agogô und Xequerês gespielt wird.

## Musik

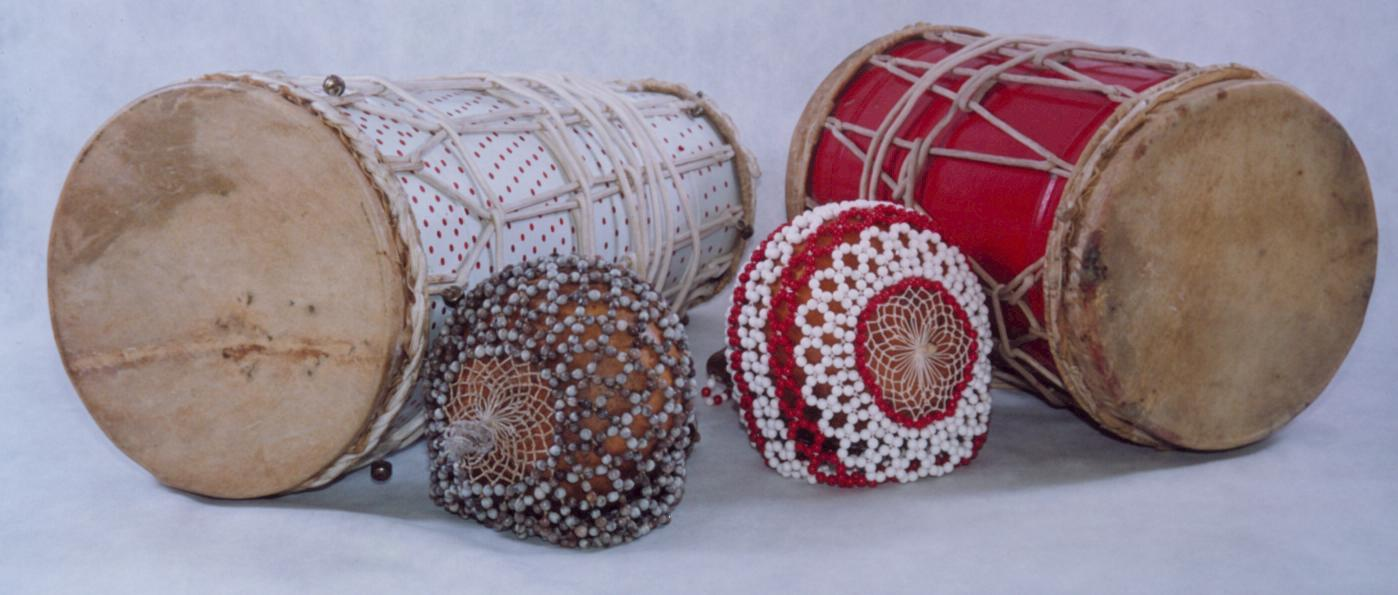
Batuque-Trommeln und Xequerês

Die Musik der Afrobrasilianer beruht auf der Musik Afrikas. Sie betont sehr stark die Perkussion und ist von starken Synkopierungen und polyrhythmischen Strukturen geprägt.
Die Afrobrasilianer konnten die afrikanischen Traditionen eher beibehalten als die Sklaven in Nordamerika, da die portugiesischen Sklavenhalter dies weitgehend erlaubten. Die afrobrasilianische Musik hat sich dennoch stark mit portugiesischen und afrikanischen Einflüssen vermischt.
Musikstile mit besonders starkem afrobrasilianischen Anteil sind unter anderem die Musik des Candomblé, Samba, Maracatu, die Musik der Capoeira, Afoxê, Lundu und Batuque.
Zu den afrobrasilianischen Instrumenten gehören Atabaque, Agogô, Berimbau und Xequerê.